# Unione dei comuni delle Valli Stura, Orba e Leira
L'Unione dei comuni delle Valli Stura, Orba e Leira è un'unione di comuni della Liguria, nella città metropolitana di Genova, formata dai comuni di Campo Ligure, Masone, Mele, Rossiglione e Tiglieto.

## Storia
L'unione nasce il 1º aprile 2011 dalla trasformazione della precedente Comunità montana Valli Stura, Orba e Leira, sciolta, insieme alle altre comunità montane della Liguria, il 1º maggio 2011 con l'entrata in vigore della Legge Regionale n° 23 del 29 dicembre 2010.
Alla data della sua istituzione è stata la prima unione di comuni nella città metropolitana di Genova e in Liguria.
La Comunità montana Valli Stura, Orba e Leira, a sua volta, era nata nel 2009 dall'unione di due precedenti enti locali montani: l'ex Comunità montana Argentea e l'ex Comunità montana Valli Stura e Orba. Con la disciplina di riordino delle comunità montane, regolamentate con la Legge Regionale n° 24 del 4 luglio 2008 e in vigore dal 1º gennaio 2009, non facevano più parte dell'originaria comunità montana i comuni di Arenzano e Cogoleto che avevano delegato la stessa alle funzioni amministrative in materia di agricoltura, sviluppo rurale, foreste e antincendio boschivo.
L'ente locale ha sede a Campo Ligure, già sede dell'ex Comunità montana Valli Stura, Orba e Leira. Il primo presidente, eletto nel 2011, è stato Andrea Pastorino.

## Descrizione
L'unione dei comuni comprende i territori dei comuni della valle Stura (Campo Ligure, Masone, Rossiglione), della val d'Orba (Tiglieto) e della val Leira (Mele).
Per statuto l'unione si occupa di questi servizi:
- Polizia locale;
- Raccolta e smaltimento R.S.U.;
- Gestione canili;
- Funzioni in materia di vincolo idrogeologico, ai sensi della Legge Regionale n°4/1999 e ss.mm.ii.;
- Sportello unico delle attività produttive (SUAP);
- Servizio di Informalavoro.

## Amministrazione
| Periodo        | Periodo        | Primo cittadino  | Partito                 | Carica                               | Note |
| -------------- | -------------- | ---------------- | ----------------------- | ------------------------------------ | ---- |
| 1º aprile 2011 | 1º agosto 2015 | Andrea Pastorino | sindaco di Campo Ligure | presidente del Consiglio dell'Unione |      |
| 1º agosto 2015 | in carica      | Katia Piccardo   | sindaco di Rossiglione  | presidente del Consiglio dell'Unione |      |